# Jani Pirisjoki
Jani Pirisjoki var det finske metalband Children of Bodoms første keyboardspiller, fra dengang bandet stadig hed Inearthed. Han kom med i bandet efter de havde udgivet deres anden demo, Ubiguitous Absence of Remission, fordi Laiho og Raatikainen ønskede noget mere keyboard i deres musik.
Han spillede keyboard på bandets tredje demo, Shining, men blev fyret kort tid efter bandet fik deres første pladekontrakt, da han ikke længere deltog i indøvningen.
Han blev derefter erstattet på keyboard af Janne Wirman, som var en nær ven af Jaska Raatikainen.
Efterfølgende har Pirisjoki etableret en karriere som chillout dj.
Pirisjoki står nævnt i takkelisten i coveret til Something Wild.